# Гафуров, Марсель Абдрахманович
Марсель Абдрахманович Гафуров (баш. Марсель Абдрахман улы Ғафуров; 1933—2013) — башкирский писатель и переводчик, журналист. Член Союза писателей Башкирской АССР (1982). Заслуженный работник культуры РСФСР (1982) и Башкирской АССР (1976). Лауреат премий имени С. Злобина (2005) и имени Б. Рафикова (2005).

## Биография
Родился 10 мая 1933 года в селе Мраково Мраковского района Башкирской АССР. Брат М. А. Гафурова.
Окончил Мраковское педагогическое училище. Проходил службу в рядах Советской Армии. В 1955 году с отличием окончил Башкирский педагогический институт имени К. А. Тимирязева (ныне Уфимский университет науки и технологий).
С 1958 года работал в должности сотрудника, а с 1967 года — редактора газеты «Ленинец».
В 1972—1983 гг. являлся заместителем редактора газеты «Советская Башкирия».
Умер 16 июня 2013 года в Уфе. Похоронен на Южном кладбище города Уфы.

## Творческая деятельность
Стихи Марселя Гафурова начали публиковаться в 1950-е гг. в газете «Советская Башкирия», альманахе «Литературная Башкирия», сборнике «Молодые силы», а также — в «Литературной газете», «Комсомольской правде», «Красной звезде» и в журнале «Советский воин».
В 1960 году был издан первый поэтический сборник «Ранний снег». Является автором более десяти книг поэзии и прозы.
Некоторые очерки писателя вошли в сборники «…И никаких легенд» (1964) и «Звёзды дневного неба» (1979). Они были посвящены актуальным проблемам экономики, науки и техники, культуры Башкортостана. Пользовались большой популярностью у читателей его очерки и репортажи о строительстве магистрального газопровода Бухара — Урал, путевые заметки об Англии, Бельгии, Люксембурге, Югославии, Венгрии и других странах. Результатом поездки в ГДР стала книга «Сближение» (1979), в котором рассказывалась о сотрудничестве между Башкирской АССР и округа Галле.
Марселем Гафуровым были переведены на русский язык стихи Акмуллы, Р. Я. Гарипова, Н. Наджми, Т. Х. Гариповой, романы Д. Ф. Исламова, Б. З. Рафикова, А. М. Аминева, Д. Г. Киекбаева, К. Мэргэна, З. Г. Ураксина и других. Также Гафуровым был осуществлён перевод нескольких башкирских народных сказок, которые были включены в свод «Башкирское народное творчество».